# سلاح المشاة (إسرائيل)
سلاح المشاة الإسرائيلي هو سلاح في القوات البرية للجيش الإسرائيلي، إنه سلاح استراتيجي يعتمد في المقام الأول على قوات المشاة، ويضم العديد من وحدات الخدمة العادية والاحتياطية والألوية التي تتبع عمليًا الأوامر الإقليمية للجيش الإسرائيلي.

## نظرة عامة
تنتقل الفيالق إلى ساحة المعركة إما سيرًا على الأقدام أو في سيارات جيب أو ناقلات مدرعة، وبما أنه يعتمد على الجنود الذين يقاتلون مشيًا على الأقدام، فإن معظم الأسلحة المستخدمة هي أسلحة شخصية أو مخدومة من قبل أفراد الطاقم.

### الأسلحة
السلاح الشخصي لمعظم جنود الجيش الإسرائيلي هو آي دبليو آي تافور إكس-95 «ميكرو-تافور» وبندقيةإم-4 القصيرة، وتم تجهيز غالبية جنود فيلق المشاة في الخدمة العادية ببندقية هجومية من طراز تافور إكس-95. في عام 2005 تم إدارج بندقية آي إم آي تافور كوماندوز الهجومية للاستخدام العملي، وهي حاليا البندقية الأساسية للفليق، كل جندي في الخدمة التشغيلية مجهز أيضًا بالقنابل اليدوية المختلفة.
تتنوع أسلحة الفصيلة والسرية، وتشمل آي دبليو آي نقب وإف إن ماج، وتشمل الأسلحة الثقيلة رشاش إم 2 والقاذفة اليدوية جنرال ديناميكس إم كي 19، وتوظف وحدات مختلفة أيضاً رماة معيين وقناصين يعتمدون على إم 16 إيه 2 إي 3، وبندقية القنص SR-25 شبه الآلية، ونظام ريمنجتون إم 24 للقنص، وباريت وباريت إم82، ومؤخراً باراك 338.

### القذائف والصواريخ
للتعامل مع الأهداف المدرعة، يستخدم المشاة مجموعة متنوعة من القنابل اليدوية والصواريخ والقذائف، وقد تم تجهيز وحدات السلاح بأر بي جي المضادة للدبابات مثل آر بي جي -7 ولاو إم 72، وبي-300 المحمول على الكتف. في الآونة الأخيرة، تم إدخال صاروخ ماتادور " نظام رافائيل المتقدم" المضاد للدروع والذي تم استخدامه بنجاح في الحرب على غزة عام 2008، وهذه هي أسلحة رخيصة نسبيًا وسهلة التشغيل، وبجاهزية عالية لاستهداف المركبات أو المباني.
مع زيادة تدريع الدبابات الحديثة، أصبح السلاح المستخدم ضدهم هو القذائف الموجهة المضادة للدروع، والتي تعتبر أكثر تكلفة وصعوبة في العمل من الآر بي جي، يستخدم الفيلق بشكل أساسي صواريخ تاو وسبايك.

### المركبات
يستخدم سلاح المشاة مجموعة متنوعة من المركبات للنقل والاستطلاع وتنقل القوات والأمن والقيادة والتحكم. مركبات الاستطلاع الخفيفة والمركبات المحمولة هي سيارات جيب صوفا وسيارات هامفي، الأولى محمية بشكل معقول ولكن ليست مدرعة بشكل كبير حيث من المتوقع أن توفر سرعة قصوى وسهولة في التنقل، أما الهامفي فتوجد بأشكال متنوعة بعضها محمي بشكل أكبر وبعضها الآخر «مفتوح»، وهي مجهزة إما بمدافع رشاشة أو صاروخ أو قذائف مضادة للدبابات أو معدات اتصالات، بما في ذلك - في بعض الأحيان - مقطورة صغيرة، ولنقل «القوات» عبر المناطق المعادية، يتم استخدام «سفاري» وهي حافلة محولة مجهزة بالدرع الثقيل.

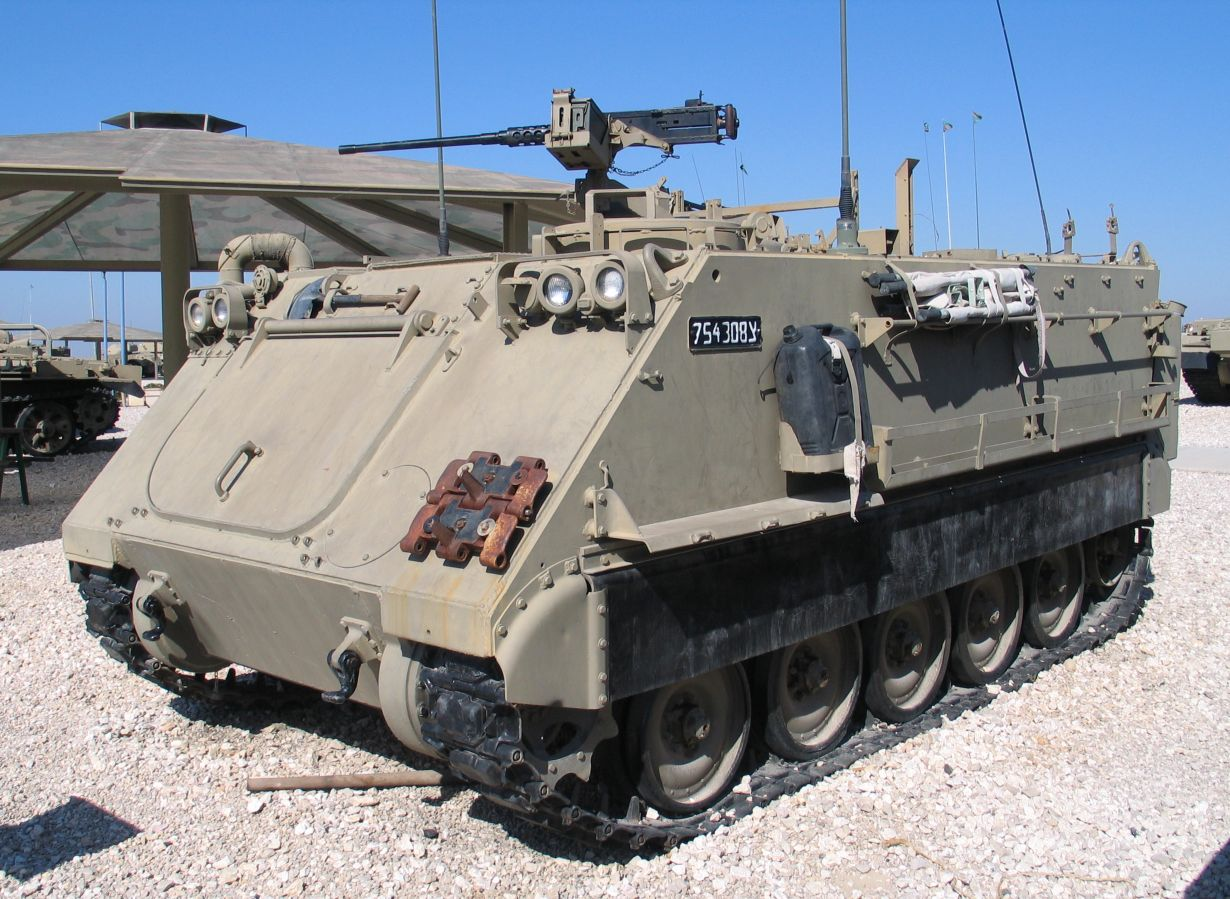
ناقلة الجنود م 133

تحت النيران الكثيفة، يتم نقل القوات بشكل أساسي في ناقلات الجنود المدرعة، في كثير من الأحيان بسبب الدروع التي توفرها هذه الناقلات فإن الكثير من المعارك تتم بها، فهي مجهزة ببنادق آلية ومدافع هاون والصواريخ وقذائف مضادة للدبابات. إن ناقلة الجنود الرئيسية للجيش الإسرائيلي هو إم 113 التي تم شراؤها من الولايات المتحدة خلال السبعينيات، وعلى الرغم من الترقيات والتحسينات فإنها تعتبر ضعيفة وقديمة الطراز. كاستجابة للحاجة إلى ناقلات جنود إثقل، قام الجيش الإسرائيلي بتكييف مجموعة متنوعة من الدبابات القديمة أو المأسورة لتكون بمثابة ناقلات مدرعة، مثل الأشزريت على هيكل تي-55 ونغماشون ونكبادون على هيكل الدبابة سينتوريون. كانت بعض ناقلات الجنود المدرعة الثقيلة في الأصل مركبات هندسة قتالية، مثل بوما التي تستخدمها هيئة الهندسة القتالية لنقل المواد الهندسية الثقيلة، ولكن بسبب درعها الثقيل تستخدم في بعض الأحيان لنقل القوات إلى مناطق معادية. حاليًا تم إدخال المدرعة نميرللخدمة، وهي ناقلة جنود/مركبة مشاة قتالية ثقيلة مطورة الدبابة ميركافا في الخدمة.[بحاجة لمصدر]

## الألوية النشطة
- لواء جولاني الاول
- لواء المظليين 35
- لواء أوز 89
- لواء جفعاتي 84
- لواء كفير 900
- لواء ناحال 933

## ألوية الاحتياط
- لواء المشاة الثاني «كرملي» (احتياطي)
- لواء مشاة ثالث «ألكساندروني» (احتياطي)
- لواء المشاة الخامس «شارون»
- لواء المشاة 6 "Etzioni" (احتياطي)
- لواء المشاة التاسع (احتياط)
- لواء المشاة 11 «يفتاح» (احتياطي)
- لواء المشاة الثاني عشر من «النقب»
- لواء المشاة 16 «القدس» (احتياطي)
- 55 «هود هانيت / تلميح من الرمح» (احتياط) مظلي لواء
- كتيبة المظليين 226 (احتياطي)
- لواء المشاة 228 (احتياطي)
- لواء المظليين 551 «أسهم النار» (احتياطي)
- لواء المظليين 646 «سكاي فوكس» (احتياطي)

## كتائب مستقلة
- كتيبة السيف (299)، كتيبة الدروز (تم حلها في 2015)
- كتيبة الاستطلاع الصحراوية [גדוד הסיור המדברי](585)، وكتيبة البدو
- كتيبة كاراكال (33)، التي سميت باسم قطة كاراكال وهي كتيبة مختلطة تضم جنودا ذكورًا وإناثًا.

## وحدات مستقلة
- وحدة أوكيتز (قادة الكلاب).

## وصلات خارجية
- الموقع الرسمي نسخة محفوظة 22 سبتمبر 2006 على موقع واي باك مشين.